# Otto von Stülpnagel

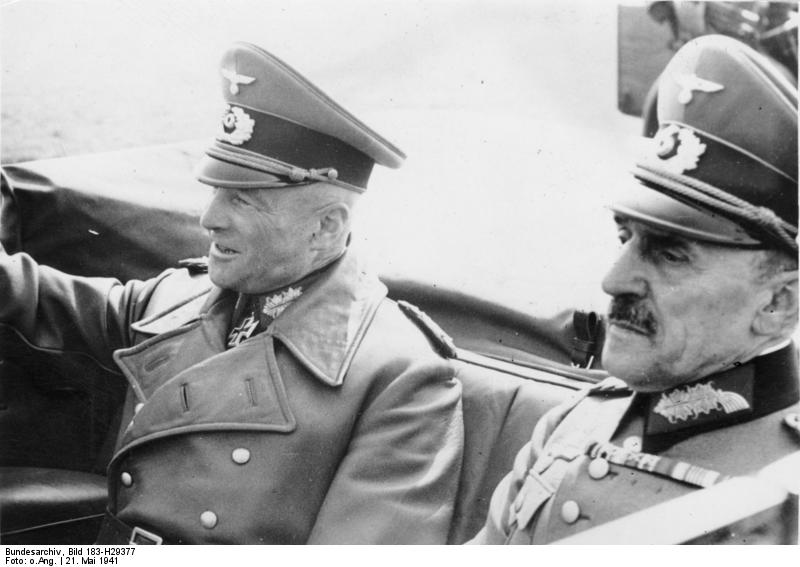
Otto von Stülpnagel (rechts) und Walther von Brauchitsch in Paris (Mai 1941)

Otto Edwin von Stülpnagel (* 16. Juni 1878 in Berlin; † 6. Februar 1948 in Paris) war ein deutscher General der Infanterie der Wehrmacht. Er war von Oktober 1940 bis Februar 1942 Militärbefehlshaber in Frankreich (MBF). Dem MBF unterstand der besetzte Teil Frankreichs.

## Familie
Otto von Stülpnagel war der Sohn des königlich preußischen Obersts Otto von Stülpnagel (1822–1899) aus dem uckermärkischen Adelsgeschlecht Stülpnagel und der Ida Michaelis (1856–1909). Sein zwei Jahre älterer Bruder Edwin von Stülpnagel (1876–1933) war ebenfalls General der Infanterie.
Stülpnagel heiratete am 2. März 1929 in Potsdam Ilse (geschiedene) von Seydlitz-Kurzbach (* 21. Mai 1891 in Berlin; † 6. Mai 1964 in Berlin), eine Tochter des Baumeisters Otto Sohre und der Anna Haselbach. Diese Ehe wurde am 8. November 1946 in Berlin-Charlottenburg geschieden.

## Leben
Stülpnagel trat 1897 als Fahnenjunker in das preußische 2. Garde-Regiment zu Fuß ein. Er besuchte die Kriegsschule und die Kriegsakademie und wurde 1909 als Oberleutnant zum Großen Generalstab kommandiert. Im Ersten Weltkrieg diente er als Generalstabsoffizier in verschiedenen Stäben und wurde 1916 zum Major befördert.

### Reichswehr (1918–1931)
Nach Kriegsende in die Reichswehr übernommen, wurde er 1921 als Oberstleutnant zum Leiter der Völkerrechtsabteilung der Friedenskommission ernannt. Als solcher veröffentlichte er in der Folgezeit zahlreiche Schriften und Aufsätze, in denen er den alliierten Vorwürfen deutscher Kriegsverbrechen während des Weltkrieges entgegentrat (siehe auch Leipziger Prozesse). 1925 in den Stab des 14. (Bad.) Infanterie-Regiments versetzt und hier zum Oberst befördert, wurde er im Folgejahr als Vertreter des Reichsheeres zur Vorbereitenden Abrüstungskonferenz des Völkerbunds nach Genf entsandt. Anfang 1927 kam er zum 7. (Preuß.) Infanterie-Regiment nach Schweidnitz, wo er eine Einweisung als Regimentskommandeur erhielt und dann die Nachfolge von Lothar Fritsch antrat. Anfang 1929 wurde er dann in den Stab des Gruppenkommandos 1 nach Berlin versetzt und zum Generalmajor befördert. Wenig später wurde er zum Inspekteur der Verkehrstruppen (In 6) im Reichswehrministerium ernannt. Ende März 1931 wurde er aus dem Dienst verabschiedet, nachdem er zuvor noch zum Generalleutnant befördert worden war.

### Luftkriegsschule (1934–1939)
1934 wurde Stülpnagel, der als junger Offizier eine Pilotenausbildung absolviert hatte, vom Reichsluftfahrtministerium mit dem Aufbau der Luftkriegsschule Berlin-Gatow beauftragt und im folgenden Jahr auch mit dem der Luftkriegsakademie am selben Ort. Am 1. Oktober 1935 trat er als Ergänzungsoffizier in die Luftwaffe ein und erhielt den Charakter eines Generals der Flieger, als welcher er anschließend erster Kommandant der Luftkriegsakademie wurde. 1936 wurde er im Zuge der Aufrüstung der Wehrmacht auch aktiver General der Flieger. Ab 1938 erfolgte unter seiner Leitung die Eingliederung der Lufttechnischen Akademie in die Luftkriegsakademie. Ende März 1939 wurde er erneut aus dem aktiven Dienst verabschiedet.

### Militärbefehlshaber Frankreich
Bei Beginn des Zweiten Weltkriegs zur Verfügung des Heeres gestellt, wurde er bei der Mobilmachung zum Kommandierenden General des stellvertretenden Generalkommandos XVII und Befehlshaber im Wehrkreis XVII (Wien) ernannt. Am 25. Oktober 1940 wurde Stülpnagel zum Militärbefehlshaber Frankreich ernannt.
Er wollte als Militärbefehlshaber keine Kompetenzen an den SS-Sicherheitsdienst abgeben, aber er schloss sich dem Reichssicherheitshauptamt und der deutschen Botschaft an: Mitte Mai 1941 ließ er 3.700 ausländische Juden kasernieren, Mitte und Ende August auf Vorschlag Theodor Danneckers tausende Juden (auch solche französischer Nationalität) ins Sammellager Drancy bringen, und im Dezember noch einmal eine große Zahl von Menschen verhaften. Der größte Teil der Verhafteten wurde, noch in Frankreich oder in den östlichen Vernichtungslagern, ermordet.
Am 27. September 1940 verfügte Stülpnagel die Meldepflicht für Juden und am 18. Oktober 1940 für jüdische Betriebe im besetzten Frankreich. Im November 1940 teilte er seinen Militärbezirkschefs mit, dass die Arisierung jüdischen Vermögens durch Walther von Brauchitsch angeordnet worden sei. Die Arisierung lief über den Service du Controle der Vichy-Regierung, wobei sich Stülpnagel die Ernennung von Treuhändern für jüdische Industriebetriebe vorbehielt, um deutsche Kaufinteressenten begünstigen zu können. Am 17. Dezember 1941 legte er den Juden im besetzten Frankreich eine „Geldbuße“ in Höhe von einer Milliarde Francs auf, die die Vereinigung der Juden in Frankreich in Raten aufbringen musste.

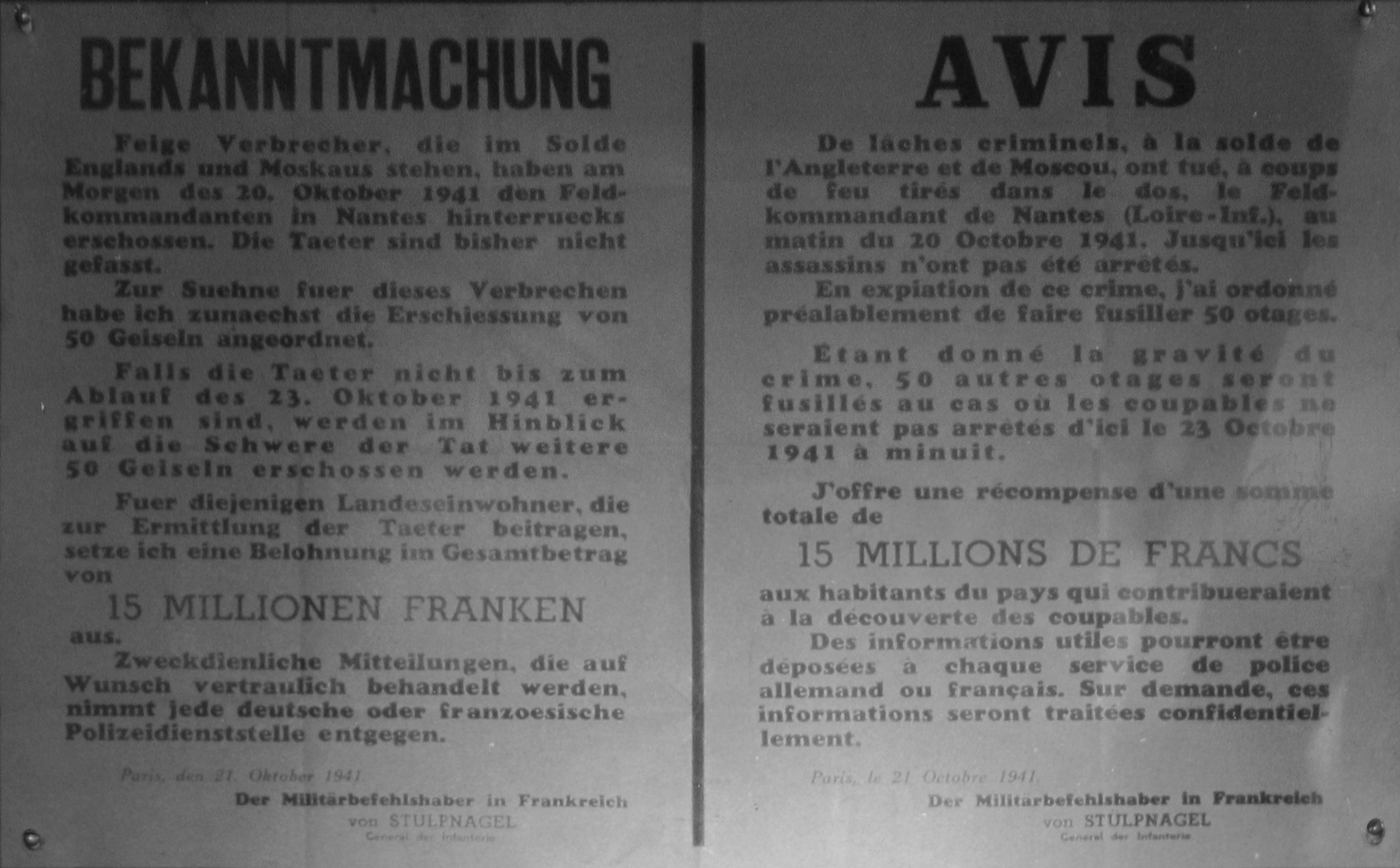
Bekanntmachung von Geiselerschießungen, 21. Oktober 1941

Am 21. August 1941 wurde in Paris ein Attentat auf den Besatzungssoldaten Alfons Moser in der Metrostation Barbès-Rochechouart verübt. Von Stülpnagel war damals in Berlin. Hitler befahl ihm nach zwei weiteren Attentaten gegen Besatzer (den Feldkommandanten Karl Hotz in Nantes und den Kriegsverwaltungsrat Hans Reimers in Bordeaux), 100 französische Geiseln erschießen zu lassen. Stülpnagel wollte aus Bedenken wegen möglicher politischer Folgen die Anzahl reduzieren. Er schlug vor, als Sühnemaßnahme stattdessen eine größere Zahl Juden in den Osten zu deportieren (ein Euphemismus für die Vernichtungslager). Schließlich wurden insgesamt 98 Geiseln in Nantes und Châteaubriant auf seinen Befehl hin erschossen.

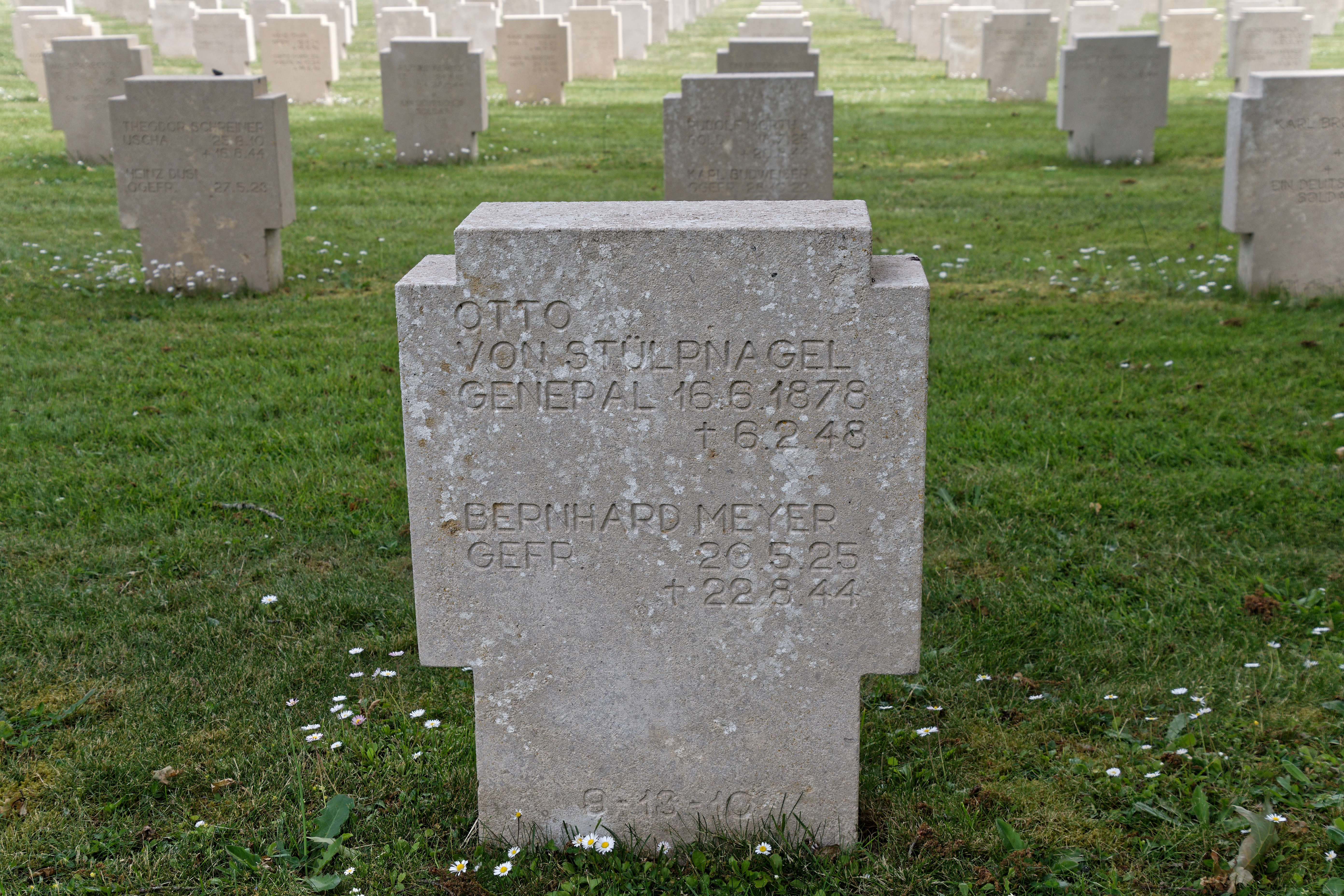
Sein Grab auf dem Kriegsgräberstätte Champigny St. André

Damit befand sich Stülpnagel in außerordentlicher Konfliktsituation: seine persönliche Haltung war von gewisser Einvernehmlichkeit mit der französischen Bevölkerung, noch mehr aber mit den ihm unterstellten, zur Kooperation angehaltenen, französischen Führungskräften geprägt, zugleich unterlag sein Agieren heftigster Kritik  Adolf Hitlers und den Führungskreisen im Oberkommando der Wehrmacht (OKW). Joseph Goebbels schrieb im August/September 1941 in seinen Tagebuchnotizen (die er jeden Morgen über den Vortag diktierte) in mehreren Passagen, er habe die „Schlappheiten“ des MBF in Paris kritisiert. Im September behauptete er, dass er dem OKW genaue Vorschläge zum Vorgehen in Paris geben werde. Der immer heftiger anwachsende Widerstand der französischen Bevölkerung gegen die Besatzer, die gezielte Tötung mehrerer seiner Offizieren bei Anschlägen und die nicht nachlassenden Forderungen von Berlin aus „unerbittliche Härte“ zu zeigen, brachten Stülpnagel dazu, am 15. Februar 1942 um seine Ablösung zu bitten. Historiker sind unterschiedlicher Meinung, ob dieses Verhalten lediglich mit „Taktik“ und „Gespür für Pragmatismus“ zu erklären ist, oder ob der Besatzungsgeneral auch moralische Gründe hatte. Carl-Heinrich von Stülpnagel, ein entfernter Verwandter, wurde sein Nachfolger im Amt des Militärbefehlshabers.

### Nachkriegszeit
Stülpnagel, der im August 1942 endgültig aus dem Dienst verabschiedet worden war, wurde nach Kriegsende von den Besatzungsbehörden verhaftet und 1946 an Frankreich ausgeliefert. Anfang Februar 1948 beging er im Pariser Gefängnis Cherche-Midi noch vor Beginn seines Prozesses Suizid.

## Rezeption
Ulrich Herbert referiert aus den Militär-Akten zu den sogenannten Geiselaktionen: Im Dezember 1941 waren 743 jüdische Männer, meist Franzosen, in das unter deutscher Aufsicht stehende Lager Compiègne gebracht worden, mit dem Ziel der Deportation in die Vernichtungslager des Ostens. Um die von Berlin geforderte Zahl 1000 zu erreichen, wurden weitere 300 Juden aus dem Sammellager Drancy bestimmt. Stülpnagel wollte die Juden weghaben, um einerseits Berlin durch harte Reaktion auf die Résistance zufriedenzustellen, andererseits aber keine Antistimmung bei den Kollaborationswilligen des Landes zu erzeugen, falls er nichtjüdische Geiseln hätte ermorden lassen. Die Juden hatten also schlichtweg den „Schwarzen Peter“ im mörderischen Spiel, wer in Frankreich für die deutschen Interessen gemordet werden sollte. Stülpnagel legte die Juden als Opfer fest.

## Auszeichnungen
- Eisernes Kreuz (1914) II. und I. Klasse[7]
- Ritterkreuz des Königlichen Hausordens von Hohenzollern mit Schwertern[7]
- Kronenorden IV. Klasse[7]
- Preußisches Fliegererinnerungsabzeichen[7]
- Bayerischer Militärverdienstorden III. Klasse mit Schwertern[7]
- Offizierskreuz des Albrechts-Ordens mit Schwertern[7]
- Ritterkreuz des Ordens der Württembergischen Krone mit Schwertern[7]
- Ritterkreuz des Mecklenburgischen Greifenordens[7]
- Mecklenburgisches Militärverdienstkreuz II. Klasse[7]
- Ritterkreuz des Oldenburgischen Friedrich-August-Kreuzes I. Klasse[7]
- Ritterkreuz II. Klasse des Hausordens Albrechts des Bären[7]
- Hanseatenkreuz Hamburg[7]
- Hanseatenkreuz Bremen[7]
- Hanseatenkreuz Lübeck[7]
- Österreichisches Militärverdienstkreuz III. Klasse mit der Kriegsdekoration[7]
- Ehrenritter des Johanniterordens
- Kriegsverdienstkreuz (1939) II. und I. Klasse